# No Man’s Sky
No Man’s Sky — компьютерная игра в жанре космической action-adventure с открытым миром и элементами выживания, разработанная и выпущенная британской инди-студией Hello Games для PlayStation 4 и Windows в 2016 году. В 2018 году игра также была портирована на Xbox One, в 2020 — на PlayStation 5 и Xbox Series X/S, в 2022 была портирована на Nintendo Switch, а в 2023 и на macOS.
Игра предлагает игроку исследовать виртуальную вселенную чрезвычайно больших размеров, состоящую из 264, или 18 квинтиллионов планет; возможные занятия для игровых персонажей включают в себя поиск новых интересных мест, выживание на фоне различных опасностей, сражения с врагами и торговлю различными предметами. Для создания виртуального мира игра широко использует процедурную генерацию содержимого, основанную на детерминированных алгоритмах. Общий графический стиль игры вдохновлён иллюстрациями с обложек различных научно-фантастических книг, также на многих разработчиков оказали влияние работы, имеющие отношение к демосцене. Игра была анонсирована на церемонии VGX в 2013 году.
В годы, предшествовавшие выходу, No Man’s Sky привлекла к себе большое внимание прессы и игроков благодаря громким обещаниям разработчиков, а также шумной и дорогостоящей рекламной кампании, необычной для инди-игр. После выхода игра получила смешанные отзывы критиков; хотя обозреватели сочли процедурно генерируемую вселенную беспрецедентным техническим достижением, геймплей называли скучным и однообразным. В игре не оказалось многих ранее обещанных режимов и составляющих, таких, как полноценный многопользовательский режим — восторженные ожидания со стороны публики сменились разочарованием и множеством отрицательных отзывов. Ситуация вокруг выхода No Man’s Sky стала знаковой для игровой индустрии, повлияв на практики в области рекламы и продвижения разрабатываемых игр.
В последующие годы Hello Games дорабатывала игру, выпустив ряд обновлений — эти обновления добавляли в игру ранее обещанный, но отсутствовавший на момент выхода контент, в том числе и многопользовательский режим, а также новые механики и возможности — как, например, транспорт для передвижения по поверхности планет, строительство собственных баз и поселений, управление космическим флотом, кроссплатформенность и поддержку устройств виртуальной реальности. Эти обновления получили более благоприятные отзывы обозревателей.

## Игровой процесс
Геймплей No Man’s Sky предполагает исследование космического пространства и планет, на части из которых возможно взаимодействие с различными формами внеземной жизни, добыча ресурсов, сражения в космосе в разнообразных, случайным образом генерируемых областях галактики, развитие и улучшение собственного корабля, выполнение заданий для «охотников за головами».
Каждая область космического пространства и каждая планета — уникальные, процедурно сгенерированные по детерминированным алгоритмам. Информация обо всех звёздных системах, планетах и видах населяющих их форм жизни открывается и обновляется совместно с другими игроками, при этом у каждого объекта можно увидеть никнейм его первооткрывателя. Игра начинается на случайно сгенерированной планете на окраине галактики, где игрок потерпел крушение на своём космическом корабле. Эта планета может быть как похожа на Землю и иметь благоприятные условия для жизни, так и может иметь высокий уровень радиации или очень низкую температуру, представляющую опасность для игрока. Поначалу игрок должен починить свой корабль, собирая ресурсы и создавая нужные для починки детали, и вылететь в космос. Основная цель в игре — осуществление путешествия к центру галактики.
Игрок имеет полную свободу в передвижениях по множеству галактик, представленных в игре. Странствуя по игровому миру, протагонист может встретить инопланетных существ (в том числе — и разумных), увидеть различные космические бои, прибыть в поселения (которыми он может даже завладеть), посетить космические станции, которые в структуре игровых звёздных систем выступают в качестве их центра, обнаружить различные аномалии, случайно возникающие во время перелётов игрока в космосе, и наткнуться на множество планетарных построек. Особо отмечается, что те или иные формы жизни можно встретить лишь на 10 % планет, а среди них только на 10 % обитают достаточно сложные формы жизни.
Разработчики также заявляли, что после выхода игры намерены продолжать её развитие и со временем будут добавлять новые возможности, чем они и занялись сразу после выпуска, уже в конце ноября того же года предоставив игре обновление «Foundation».
Изначально предполагалось, что игра не будет многопользовательской и взаимодействие между игроками ограничится лишь общей для всех информацией об открытиях. Однако в более поздних интервью разработчики говорили уже о том, что встреча с другим игроком будет событием возможным, хоть и очень маловероятным, поскольку размеры игровой вселенной практически не ограничены, но они не исключали возможности реализации ими режима совместного прохождения игры, вероятно, уже после выпуска. Однако после выпуска стало понятно, что встреча и взаимодействие двух игроков пока не реализована. Мультиплеер был добавлен в игру лишь через два года после выпуска вместе с крупным обновлением «NEXT».

## Особенности разработки
В беседе с Тедом Прайсом для издания Game Informer Шон Мюррей, глава Hello Games, рассказал, что до презентации игры в 2013 разработка велась на протяжении года всего четырьмя людьми «за закрытыми дверьми» в буквальном смысле: они работали в небольшом помещении с отдельным входом, и никто из остальных разработчиков студии не знал, чем они занимаются.
Для реализации силами небольшой независимой студии игры такого масштаба ими были созданы собственная среда разработки и игровой движок, использующий в числе прочих технологий воксельный рендеринг и рейкастинг. Разрабатываемое программное обеспечение позволяет с лёгкостью производить неограниченное количество модификаций предварительно вручную смоделированных образцов флоры и фауны, автоматически создавать ландшафты планет и целые звёздные системы. Для отладки и настройки параметров процедурной генерации разработчиками был написан игровой бот, непрерывно путешествующий по генерируемой внутриигровой вселенной и записывающий небольшие видеоролики в формате GIF-изображений, которые затем выкладываются на веб-страницу во внутренней сети компании для изучения разработчиками.

На самом деле, у меня были даже небольшие проблемы, после того как я сказал, что мы хотим, чтобы игра ощущалась по-настоящему консольной. Мы всегда учитывали PC, но в моём понимании [консольность] скорее означает стабильную частоту кадров и отзывчивое управление. Мне кажется, что игра на PC может быть «консольной», так что это подразумевалось как комплимент, однако из-за этих слов у меня начались проблемы.
Оригинальный текст (англ.)I actually got in a bit of trouble for saying that we wanted the game to feel really console-y. We've always had PC in mind but in my head (console-y) means solid framerate and immediate controls. I think a PC game can be 'console-y' and it's intended as a compliment, but I get in trouble for saying it.

### Е3 2014
Два новых трейлера игры были представлены на выставке Е3 2014 в рамках пресс-конференции Sony Computer Entertainment. Один из них состоял из нарезки кадров игрового процесса, проходящего на поверхности различных планет и в космическом пространстве. В другом, помимо этого, был показан отрывок непрерывного геймплея, включающий в себя обнаружение игроком ископаемых ресурсов, новых видов фауны, межпланетный перелёт, внезапное появление двигавшегося на сверхсветовой скорости космического флота и сражение в космосе. В качестве музыкального сопровождения для обоих трейлеров были использованы композиции post-rock группы 65daysofstatic.
По итогам выставки игра была номинирована Game Critics Awards сразу в трёх категориях — «Лучшая игра выставки», «Лучшая оригинальная игра» и «Лучшая игра от независимого разработчика», победила в двух последних и получила специальную награду как наиболее инновационная игра выставки.

### Е3 2015
На конференции PC Gaming Show в рамках выставки E3 2015 стало известно, что игра планируется к релизу на PC и PlayStation 4 одновременно.

## Отзывы и критика
| Сводный рейтинг       | Сводный рейтинг                                 |
| Агрегатор             | Оценка                                          |
| --------------------- | ----------------------------------------------- |
| GameRankings          | - (PS4) 71,23 % - (PC) 55,87 % - (XONE) 77,50 % |
| Metacritic            | 71/100 (PS4) 61/100 (PC)                        |
| Иноязычные издания    |                                                 |
| Издание               | Оценка                                          |
| Destructoid           | 7/10                                            |
| EGM                   | 7/10                                            |
| Game Informer         | 7,5/10                                          |
| GameRevolution        | [ 28 ]                                          |
| GameSpot              | 7/10                                            |
| GamesRadar+           | [ 30 ]                                          |
| IGN                   | 6/10                                            |
| PC Gamer (US)         | 64/100                                          |
| Polygon               | 6/10                                            |
| VideoGamer            | 6/10                                            |
| The Guardian          | [ 35 ]                                          |
| Metro                 | 6/10                                            |
| PC Magazine           | [ 37 ]                                          |
| Time                  | [ 38 ]                                          |
| US Gamer              | [ 39 ]                                          |
| Русскоязычные издания |                                                 |
| Издание               | Оценка                                          |
| 3DNews                | 6/10                                            |
| «Игромания»           | 7/10                                            |
| «НИМ»                 | 6,5/10                                          |
| Gameguru.ru           | 6,5/10                                          |
| IGN Russia            | 7/10                                            |
| Kanobu.ru             | 9/10                                            |
| Stopgame.ru           | Проходняк                                       |
| Игры@Mail.Ru          | 7,0/10                                          |

No Man’s Sky получила смешанные оценки критиков. На сайте Metacritic суммарный рейтинг игры составил 71 балл из 100 для Playstation 4. Многие критики похвалили систему процедурной генерации вселенной, но назвали игровой процесс неинтересным и монотонным, а элементы выживания — недоработанными и скучными. По мнению Джейка Суэрингена (англ. Jake Swearingen), одного из авторов New York Magazine, «в No Man’s Sky можно процедурно сгенерировать 18,6 квинтиллионов уникальных планет, но нельзя процедурно сгенерировать 18,6 квинтиллионов уникальных занятий».
Игроки в значительной степени негативно (23912 положительных и 55848 отрицательных обзоров в Steam на 28 ноября 2016 года) оценили No Man’s Sky, так как сразу после её выхода столкнулись с определёнными проблемами, такими, как отсутствие мультиплеера и технические проблемы в версии для PlayStation 4. Игроки критиковали её за плохую оптимизацию и, в некоторых случаях, невозможность запустить игру из-за критических ошибок. Отдельным возмущением для игроков стало то, что игра по своему содержимому не соответствовала ожиданиям. До выпуска No Man’s Sky её разработчики говорили о том, что в игре будут присутствовать различные типы кораблей, фракции, посадки на астероиды, планеты с кольцами, масштабные сражения, мультиплеер, реки и пр. Однако всем этим на момент выпуска игра не обладала.
Согласно статистике Steam, сразу же после выпуска в No Man’s Sky играло около 220 тысяч игроков в день, однако через две недели количество игравших за последние 24 часа игроков (DAU) сократилось на 90 %. При этом игру приобрело более 700 000 пользователей. 27 августа 2016 года появились сообщения о том, что дистрибьюторы Steam, Sony и Amazon начали возвращать деньги игрокам за купленную игру несмотря на количество наигранных часов в случае обращения в техподдержку, но 28 августа на Steam появилось отдельное специальное сообщение о том, что возврат игры регламентируется только по стандартным правилам (англ. no special exemptions).
11 октября 2016 года No Man’s Sky была признана игрой с самым низким пользовательским рейтингом в Steam среди AAA-проектов: общий рейтинг положительных отзывов составил 30 %, а за 30 дней до 11 октября — 12 %.
После выхода очередного обновления «Atlas Rises» игра вошла в десятку самых популярных игр Steam недели 14-20 августа 2017 года. За счёт этого и предложенной скидки 60 % количество активных игроков возросло в несколько десятков раз.
7 июля 2018 года, благодаря уязвимости в защите Steam Web API, стало известно, что точное количество пользователей сервиса Steam, которые играли в игру хотя бы один раз, составляет 1 396 577 человек.
22 ноября 2018 года вышло большое обновление No Man’s Sky под названием Visions.
14 августа 2019 года вышло обновление No Man’s Sky под названием Beyond. Игра претерпела следующие изменения: добавлен центр общения (пространственная аномалия), где игроки могут собираться вместе, чтобы выполнять задания или открывать для себя соответствующие награды с улучшениями; количество игроков в одной сессии мультиплеера увеличилось до 16-32 человек; был добавлен полноценный VR-режим.
31 марта 2021 года в игру вместе с одноимённым обновлением был добавлен режим «Экспедиции». Этот сезонный режим позволяет ознакомиться с нововведениями в игре путём выполнения различных миссий в определённо отведённый срок, за их выполнение игрок получает уникальные награды.
27 ноября 2024 года количество всех положительных оценок No Man’s Sky в Steam перевалило за 80 %, что дало игре статус «очень положительной» впервые за всю её историю.
29 января 2025 года вышло масштабное обновление Worlds Part II. Оно добавило в игру новые биомы и новую систему рельефа. В игре появились газовые гиганты, фиолетовые системы, глубоководные моря и более высокие горы. Были также переработаны система освещения и физика воды. Шон Мюррей также поделился информацией, что выход обновления связан с разработкой их новой игры Light No Fire, дорабатывая свой движок, они также добавляют новые функции и в No Man’s Sky с целью опробовать их на практике и порадовать сообщество.

### Влияние
Ситуация вокруг выхода No Man’s Sky, когда изначально восторженные ожидания резко сменились разочарованием, стала вехой для индустрии компьютерных игр, заставив многие компании переопределить своё отношение к рекламе разрабатываемых игр. Геймдизайнер Кен Левин говорил об этой ситуации как о «мире после No Man’s Sky»; такой же формулировкой описывались переносы различных игр, изначально запланированных к выходу на вторую половину 2016 года — Cuphead, Tacoma, Star Citizen — на 2017 год и позже: разработчики боялись повторения ситуации с No Man’s Sky.
Рекламная кампания No Man’s Sky использовала скриншоты и видео с контентом, не соответствующим фактически выпущенной игре, так называемые «буллшоты» (от англ. screenshot и bullshit — «враньё») — скандал вокруг No Man’s Sky привёл к оживлённому обсуждению практики буллшотов в игровой индустрии. В октябре 2016 года компания Valve запретила использовать буллшоты для игр, продающихся через сеть цифровой дистрибуции Steam. Valve не упоминала No Man’s Sky в объявлении об изменении правил, но ряд изданий расценил эту меру как непосредственную реакцию на скандалы вокруг игры. Джефф Кили, ведущий и организатор ежегодной церемонии The Game Awards, возлагал на себя некоторую вину за недостоверную рекламу No Man’s Sky в предыдущие годы и «чёрную дыру хайпа», из которой не смогли выбраться разработчики; он объявил, что церемония с 2016 года будет уделять основное внимание показам достаточно готовых к релизу игр и демонстрации реального геймплея наподобие летсплеев, а не пререндеренным трейлерам.
Ситуация с No Man’s Sky затронула и другие игры в жанре космического симулятора и игры с открытым миром, предлагавшие игроку необычайно большие процедурно сгенерированные вселенные; разработчики подобных игр были вынуждены учитывать печальный опыт игры No Man’s Sky. Студия Novaquark, разрабатывавшая в это время многопользовательский космический симулятор Dual Universe, также рассуждала о «мире после No Man’s Sky» и прямо винила игру Hello Games в репутационном ущербе — их ещё не выпущенную игру называли «ещё одной No Man’s Sky». Студия Fenix Fire, разрабатывавшая игру об исследовании других планет Osiris: New Dawn, прямо использовала интервью Шона Мюррея и Hello Games, а также вопросы, которые им задавали игроки, как материалы маркетинговых исследований: что игроки на самом деле хотят видеть в подобных играх и чего в разработке следует избегать. Согласно расследованию сайта Kotaku, компания BioWare первоначально намеревалась поместить действие Mass Effect: Andromeda — крупнобюджетной игры и очередной части серии Mass Effect — также в огромный процедурно генерируемый мир, и на определённом этапе разработки концепция Andromeda описывалась как «No Man’s Sky с графикой и сюжетом от BioWare — это звучало потрясающе». BioWare не смогла заставить эту концепцию удовлетворительно работать с выбранным для игры движком Frostbite и отказалась от неё в 2015 году, ещё до выхода No Man’s Sky.
Журналист Eurogamer Уэсли Йин-Пул описывал No Man’s Sky как «самую влиятельную игру 2016 года», изменившую игровую индустрию, — он беседовал с рядом игровых разработчиков, которых неудача игры от Hello Games заставила пересмотреть отношение к собственным проектам и избегать повторения этой ситуации: «что бы ты ни делал, не делай No Man’s Sky», не давать слишком громкие и неконкретные обещания, которые игроки после выхода могут воспринять как обман; в качестве примера он приводил перемену в продвижении Sea of Thieves от студии Rare. Похожим образом студия Compulsion Games пересмотрела стратегию продвижения своей игры We Happy Few, выпустив её в ранний доступ, постаравшись «немного убавить уровень хайпа» и добиться большей прозрачности обещаний; креативный директор студии Гийом Провост прямо указывал на No Man’s Sky как причину такого решения.